# 山田浩史
山田 浩史（やまだ ひろし、1972年1月20日 - ）は、元群馬テレビのアナウンサー。

## 来歴
群馬県前橋市出身。前橋育英高等学校、専修大学文学部人文学科社会学コース（現・人間科学部社会学科）卒業。高校・大学時代にはサッカー部に所属していた。
大学を卒業後、1994年に群馬テレビに入社。アナウンサー時代には、歌謡番組・情報番組・スポーツ中継・ニュース番組とあらゆるジャンルの番組を担当。特に『レッツゴー カースポット』は、『レッツゴー カーバザール』時代から15年に及ぶ山田の担当番組となった。
また他のアナウンサーたちと同様、記者とディレクターも兼務していた。2008年には単身で西アフリカへと渡り、ブルキナファソで活動する青年海外協力隊メンバーへの密着取材を敢行。その際の取材内容は、群馬テレビのニュース番組で全4回のシリーズドキュメンタリーとして放送された。2011年には、開発途上国が抱える課題を一人でも多くの人に知ってもらおうと思い、国際協力機構 (JICA) のプロジェクト「なんとかしなきゃ！見過ごせない55億人」賛同メンバーの1人となった。

## 担当番組
- J-POP[7]
- 群馬テレビカラオケ大賞 勝ち抜き王座決定戦 - 司会
- レッツゴー カーバザール → レッツゴー カースポット - 司会
- スポーツ中継（高校サッカー、高校野球、ザスパクサツ群馬戦など） - 実況担当[8][9]
- あさいち・朝生・情報通[8]
- ひる生情報II[8][10]
- ニュースジャストN - キャスター
- ニューカラオケ大賞 - 司会
- カラオケチャンネル - 司会
- ニュースジャスト6 - キャスター。一時担当から外れていたが、2011年1月に復帰[11]。
- ニュースeye8 - キャスター